# ويليام ريفز
ويليام ريفز (بالفرنسية: William Reeves)‏ (و. 1951  م) هو عالم حاسوب، وeffects animator ‏، وtechnical supervisor ‏ كندي، ولد في تورونتو.

## التعليم
تعلم في جامعة تورنتو، في تخصص علم الحاسوب، وتحصل منها على دكتوراة في الفلسفة (حتى 1980)، وجامعة تورنتو، في تخصص علم الحاسوب، وتحصل منها على ماجستير (حتى 1976)، وجامعة واترلو، في تخصص رياضيات، وتحصل منها على بكالوريوس (حتى 1974).

## جوائز وترشيحات
حصل على جوائز منها:
جوائز
- جائزة الأوسكار لأفضل فيلم رسوم متحركة قصير
- J. W. Graham Medal [الإنجليزية]‏ (1996)

ترشيحات
- جائزة الأوسكار لأفضل فيلم رسوم متحركة قصير، عن عمل: المصباح الصغير

ترشح لـ:
- جائزة الأوسكار لأفضل فيلم رسوم متحركة قصير، عن عمل: المصباح الصغير
- جائزة الأوسكار لأفضل فيلم رسوم متحركة قصير، عن عمل: Tin Toy [الإنجليزية]‏.

## وصلات خارجية
- ويليام ريفز على موقع IMDb (الإنجليزية)
- ويليام ريفز في قاعدة بيانات الأفلام على الإنترنت